# Zaglyptogastra
Zaglyptogastra är ett släkte av steklar. Zaglyptogastra ingår i familjen bracksteklar.

## Dottertaxa tillZaglyptogastra, i alfabetisk ordning[1]
- Zaglyptogastra abbotti
- Zaglyptogastra afenestrata
- Zaglyptogastra afra
- Zaglyptogastra aswada
- Zaglyptogastra basiornata
- Zaglyptogastra brevicaudis
- Zaglyptogastra caractica
- Zaglyptogastra caudatula
- Zaglyptogastra corruscator
- Zaglyptogastra cristata
- Zaglyptogastra cristatula
- Zaglyptogastra dentata
- Zaglyptogastra equitator
- Zaglyptogastra erythraspis
- Zaglyptogastra fulvoater
- Zaglyptogastra gaullei
- Zaglyptogastra gonioides
- Zaglyptogastra helvimacula
- Zaglyptogastra ingratella
- Zaglyptogastra insidiator
- Zaglyptogastra levisulcata
- Zaglyptogastra lupus
- Zaglyptogastra maiada
- Zaglyptogastra nigripennis
- Zaglyptogastra novaguinensis
- Zaglyptogastra persimilis
- Zaglyptogastra plumiseta
- Zaglyptogastra plumosa
- Zaglyptogastra pulchricaudis
- Zaglyptogastra rhadamanthus
- Zaglyptogastra roscheri
- Zaglyptogastra schroederi
- Zaglyptogastra scoparia
- Zaglyptogastra seminigra
- Zaglyptogastra sinuata
- Zaglyptogastra spathulata
- Zaglyptogastra tacita
- Zaglyptogastra tenuicauda
- Zaglyptogastra tincticanaliculata
- Zaglyptogastra virgulivena
- Zaglyptogastra vitalisi